# Georgina Jiménez
Georgina Isabel Jiménez de López (* 15. Februar 1904 in Panama-Stadt; † 1994 in Kalifornien) war eine panamaische Soziologin, Hochschullehrerin und Frauenrechtsaktivistin.

## Leben
Jiménez war die Tochter von Antonio Jiménez und Paula Rivera Urriola. Nach ihrem Abschluss als Lehrerin an der Escuela Normal de Institutoras im Jahr 1922 arbeitete sie in verschiedenen panamaischen Bildungseinrichtungen; nach ihrem Bachelor-Abschluss in Naturwissenschaften an der New York University 1932, machte sie einen Master-Abschluss in Politikwissenschaften und promovierte an der Columbia University.
Als pro-feministische Aktivistin beteiligte sie sich an der von Clara González geführten Bewegung in Panama und war eine der Gründerinnen des Centro Feminista Renovación de Los Santos, eine Gruppe, die sie 1923 als Delegierte auf dem ersten Congreso Feminista vertrat. Sie war auch Mitglied der Unión Nacional de Mujeres („Nationale Frauenunion“), wo sie 1945 als Sekretärin fungierte.
Im Bereich der Soziologie gehörte sie zusammen mit Demetrio Porras und Ofelia Hooper zu den Pionieren dieses Fachs in Panama. Jiménez war auch die erste Frau, die in ihrem Land Soziologie lehrte.